# Ardipithecus kadabba
Ardipithecus kadabba è una specie di ominide del genere Ardipithecus, vissuto tra 5.8 e 5.2 milioni di anni fa in Africa orientale.
Il nome deriva dalla lingua Afar, dove Ardi significa terra e la parola greca latinizzata pithecus significa scimmia, quindi scimmia di terra o terricola. Kadabba, sempre in lingua degli Afar, significa antenato più antico.

## Scoperta
Tra il 1997 e il 2000 furono ritrovati 11 reperti fossili in almeno 5 siti archeologici etiopici, che rappresenterebbero almeno 5 diversi esemplari della specie. provenienti da cinque località dell'Etiopia,. Nel 2002, sei denti furono trovati ad Asa Koma nel Medio Awash. La notizia del ritrovamento, e l'attribuzione dei fossili al genere Ardipithecus, fu pubblicata l'anno successivo.

## Datazione
La maggior parte dei fossili risalgono a 5,8-5,6 milioni di anni, tuttavia una delle ossa del piede è datata a 5,2 milioni di anni.

## Classificazione
I reperti, inizialmente classificati come appartenenti alla specie Ardipithecus ramidus, successivamente portarono all'introduzione di una nuova specie, Ardipithecus kadabba, più antica della prima, in virtù delle caratteristiche più arcaiche di un canino superiore.

## Reperti
I fossili ritrovati tra il 1997 e il 2000, comprendono frammenti fossili di denti, mascelle, mani, dita dei piedi, braccia e clavicole. L'olotipo è un frammento della mascella inferiore destra, classificato come ALA-VP-2/10.
Tra questi, resta discussa l'attribuzione alla specie di un frammento fossile del piede trovato a 15 chilometri di distanza dagli altri fossili.

## Caratteristiche
Tra i reperti, particolarmente importante potrebbe risultare il frammento fossile di una falange prossimale del piede; la falange risulta essere inclinata sul dorso, caratteristica questa che è unica dei bipedi perché associata allo stacco dei piedi.